# William Montgomery Watt
William Montgomery Watt (Ceres, 14 marzo 1909 – Edimburgo, 24 ottobre 2006) è stato un orientalista e storico delle religioni britannico.
William Montgomery Watt è stato professore emerito di Arabo e di Studi Islamici nell'Università di Edimburgo. Giudicato uno dei migliori conoscitori non musulmani dell'Islam nei paesi occidentali, fu uno studioso assai conosciuto e grandemente apprezzato nel campo degli studi islamici oltre che un nome particolarmente rispettato da molti musulmani di ogni parte del mondo."
La sua completa biografia di Maometto, Muhammad at Mecca (1953) e Muhammad at Medina (1956), è considerata un classico nel campo degli studi islamistici.

## Biografia
Watt nacque a Ceres, Fife (Scozia). Suo padre morì quando William aveva solo 14 mesi.
William M. Watt fu un illustre docente di arabo e studi islamici nell'Università di Edimburgo dal 1964 al 1979. Fu visiting professor nell'Università di Toronto, nel Collège de France, a Parigi, e nella Georgetown University di Washington e ricevette una laurea honoris causa dall'Università di Aberdeen. Fu sacerdote della Chiesa episcopale scozzese, e fu specialista di arabo per il vescovo di Gerusalemme nel periodo 1943-46. Divenne membro della Comunità ecumenica di Iona in Scozia nel 1960. La stampa islamica lo ha definito "l'ultimo orientalista".
È morto a Edimburgo il 24 ottobre 2006 all'età di 97 anni.

## Riconoscimenti
Fu visiting professor alla University of Toronto, al Collège de France, a Parigi, e alla Georgetown University di Washington e ricevette la Giorgio Levi Della Vida Medal statunitense. Il suo primo riconoscimento ottenuto fu il British Society for Middle Eastern Studies award for outstanding scholarship.

## Opinioni
Watt credeva che il Corano, al pari della Bibbia, fosse divinamente ispirato, malgrado entrambi non dovessero essere riconosciuti come infallibili.

## Lavori
- The faith and practice of al-Ghazālī (1953)
- Muhammad at Mecca (1953).
- Muhammad at Medina (1956).
- Muhammad: Prophet and Statesman, a summary of the above two major works (1961).
- Islamic Philosophy and Theology (1962).
- Islamic Political Thought (1968).
- The Majesty That Was Islam (1976)
- What Is Islam (1980)
- Muhammad's Mecca (1988).
- Muslim-Christian Encounters: Perceptions and Misperceptions (1991).
- Early Islam (1991).
- Influence Of Islam On Medieval Europe(1994)
- Islamic Philosophy And Theology (1987)
- Islamic Creeds (1994)
- History of Islamic Spain (1996)
- Islamic Political Thought (1998)
- Islam and the Integration of Society (1998)
- Islam: A Short History (1999).
- Islamic Surveys: The Influence of Islam on Medieval Europe (1972)